# ラファエル・オルテガ
ラファエル・オルテガ（Rafael Ortega、1950年9月25日 - ）は、パナマ出身のプロボクサー。パナマシティ生まれ。元WBA世界フェザー級王者。

## 略歴
1977年1月15日、アレクシス・アルゲリョの返上した王座をフランシスコ・コロナドと争い、15回判定勝ちでWBA世界フェザー級チャンピオンとなる。
同年5月29日に来日、沖縄でフリッパー上原の挑戦を受け、15回判定勝ちで初防衛を飾ったが、同年12月17日、セシリオ・ラストラを相手の二度目の防衛戦で敗戦、短命王者に終わった。

## 通算戦績
19勝（6KO）3敗3引分け
| スタブアイコン | サブスタブ | この項目は、まだ閲覧者の調べものの参照としては役立たない、人物に関連した書きかけの項目です。この項目を加筆・訂正などしてくださる協力者を求めています（P:人物伝/PJ:人物伝）。 |